# Omladina, Serbien
Omladina var en hemlig serbisk sammanslutning för befrämjande av den serbiska nationens enande och oavhängighet. 
Omladina, ursprungligen en 1848 av serbiska studenter i Pressburg grundad litterär förening, spred sig även till Serbien och riktade sig samtidigt mot den ungerska och den absolutistiska serbiska regeringen, blev 1867 förbjuden i Ungern och bekämpades även i Serbien.